# Dubuc
Dubuc este un oraș din Dominica.